# Narsdorf
Narsdorf – dzielnica miasta Geithain w Niemczech, położona na terenie kraju związkowego Saksonia, w powiecie Lipsk. Do 30 czerwca 2017 jako gmina wchodziła w skład wspólnoty administracyjnej Geithain. Do 29 lutego 2012 w okręgu administracyjnym Lipsk.